# Jean-Claude Scraire
Jean-Claude Scraire (né à Montréal en 1946) est un haut fonctionnaire québécois. Il est membre indépendant et président du conseil d'administration d'Investissement Québec depuis le 3 juillet 2013. Auparavant, il fut notamment Président-directeur général de la Caisse de dépôt et placement du Québec de 1995 à 2002.

## Biographie

### Avocat
Membre du Barreau du Québec, il a commencé sa carrière comme avocat de pratique privée, spécialisé en droit des affaires ; puis de 1974 à 1981, il a occupé divers postes de direction dans l’administration publique du Québec, notamment au ministère de la Justice.

### Caisse de dépôt et placement du Québec
Il a travaillé pendant 22 ans au sein de la Caisse de dépôt et placement du Québec où il a occupé successivement les postes de conseiller juridique et de directeur des affaires juridiques, 
institutionnelles et placements immobiliers. À compter d’avril 1995, il en a été le président du conseil d’administration et directeur général.
En mai 2002, au terme de sept années à la présidence de l’institution, il rend publiques ses recommandations sur la gouvernance de la Caisse de dépôt et placement du Québec dans le document « Moderniser pour bâtir plus fort » dans lequel il recommande des modifications à la loi sur la composition des conseils d’administration pour assurer une majorité d’administrateurs indépendants, la division des fonctions de président du conseil et de président-directeur général (PDG), le raccourcissement de la durée du mandat de ce dernier qui était de dix ans et la dévolution au conseil de l’autorité de choisir le candidat pour le poste de PDG. L’Assemblée nationale a depuis lors modifié la loi dans le sens de ces recommandations. 

### Fonctions
Il a été président du conseil d’administration de la Fondation de l’entrepreneurship, gouverneur du Regroupement des jeunes gens d’affaires, gouverneur de la Fondation du maire de Montréal pour la jeunesse, membre de l’Association des gens d’affaires des Premiers Peuples, du Conseil des relations internationales de Montréal, du Cercle des présidents du Québec et de chambres de commerce dont celles de Montréal, du Québec, des chambres de commerce française et italienne du Canada, de l’Association d’affaires Canada-Égypte et du Forum des gens d’affaires Québec-Japon.
Il a prononcé de nombreuses conférences publiques qui lui ont permis d’aborder des sujets tels le
développement économique des différentes régions du monde comme voie pour l’équilibre économique mondial, l’importance de développer la culture de l’entrepreneurship, le mentorat, l’éthique dans les affaires, le développement local  et l’équilibre social. Il est aussi coauteur de l’ouvrage L’éthique au quotidien.
En février 2006, il monte le Kilimandjaro

## Prix et distinctions
Il est récipiendaire du prix de l’Ordre du mérite de l’Association des diplômés de l’Université de Montréal, du Prix du Mérite décerné par B'nai B'rith Canada, du Prix Dimensions de l’Ordre des administrateurs du Québec dont il a été membre, du Prix Hommage Équinoxe de la Société des relationnistes du Québec et de la Médaille Jérusalem 3000 remise par la communauté juive. Le développement du Quartier international de Montréal dont il a été un artisan actif – et dont le Centre CDP Capital est un élément majeur—a, pour sa part, fait l’objet de très nombreuses reconnaissances professionnelles et publiques.